# Gołąb (Puławy)
Pour les articles homonymes, voir Gołąb.
Gołąb (prononciation [ˈɡɔwɔmp]) est un village de la gmina de Puławy du powiat de Puławy dans la voïvodie de Lublin, situé dans l'est de la Pologne.
Il se situe à environ 11 kilomètres au nord-ouest de Puławy (siège de la gmina et du powiat) et 56 kilomètres au nord-ouest de Lublin (capitale de la voïvodie).
Le village comptait approximativement une population de 2 227 habitants en 2013.

## Histoire
De 1975 à 1998, le village est attaché administrativement à l'ancienne voïvodie de Lublin.

Depuis 1999, il fait partie de la nouvelle voïvodie de Lublin.